# Hàn Quốc năm 2016

## Sự kiện theo lịch trình

### Tháng 3
- 11-15 tháng 3- Giải vô địch trượt băng tốc độ quãng đường ngắn thế giới 2016 ở Seoul

### Tháng 4
- 13 tháng 4 - Bầu cử tại Hàn Quốc

### Tháng 9
- 27 tháng 9 - 2 tháng 10 - Mở rộng giải Superseries 2016 Korea ở Seoul